# Carei

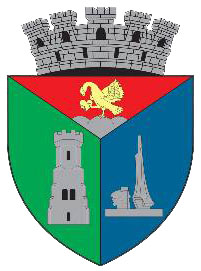
Herb Carei

Carei (węg. Nagykároly, niem Grosskarol lub Großkarl) – miasto w północno-zachodniej Rumunii, w okręgu Satu Mare, w pobliżu granicy z Węgrami. Liczy około 23,3 tys. mieszkańców, z czego około 12,5 tys. jest narodowości węgierskiej, około 9,5 tys. narodowości rumuńskiej, a około 200 narodowości niemieckiej.
W mieście rozwinął się przemysł tytoniowy, metalowy, meblarski oraz materiałów budowlanych.

## Współpraca
- Dębica, Polska
- Orosháza, Węgry
- Nyírbátor, Węgry